# Cserhátszentiván

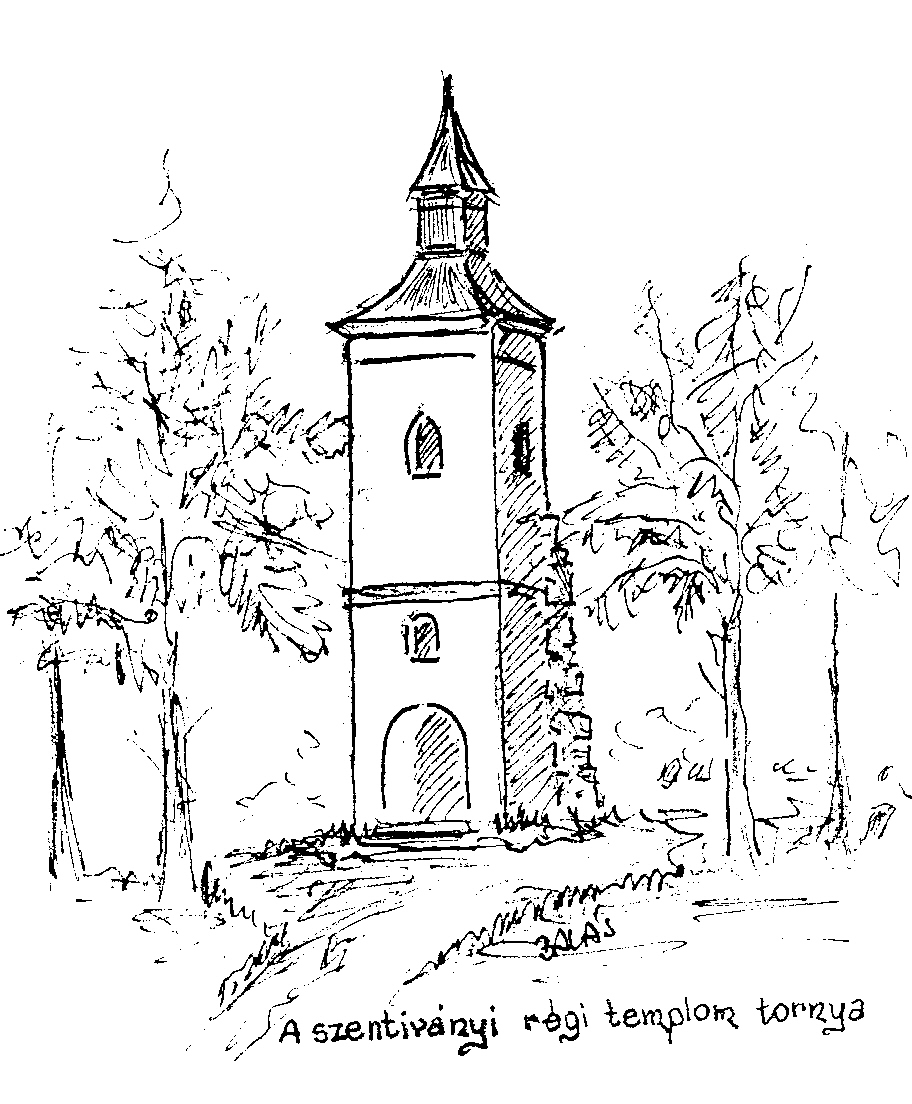
wieża kościelna w Cserhátszentiván

Cserhátszentiván – wieś i gmina w północnej części Węgier, w pobliżu miasta Pásztó.
Miejscowość leży na obszarze Średniogórza Północnowęgierskiego i należy do powiatu Pásztó, wchodzącego w skład komitatu Nógrád.
Gmina Cserhátszentiván liczy 148 mieszkańców (2009 r.) i zajmuje obszar 10,66 km².